# Mornell

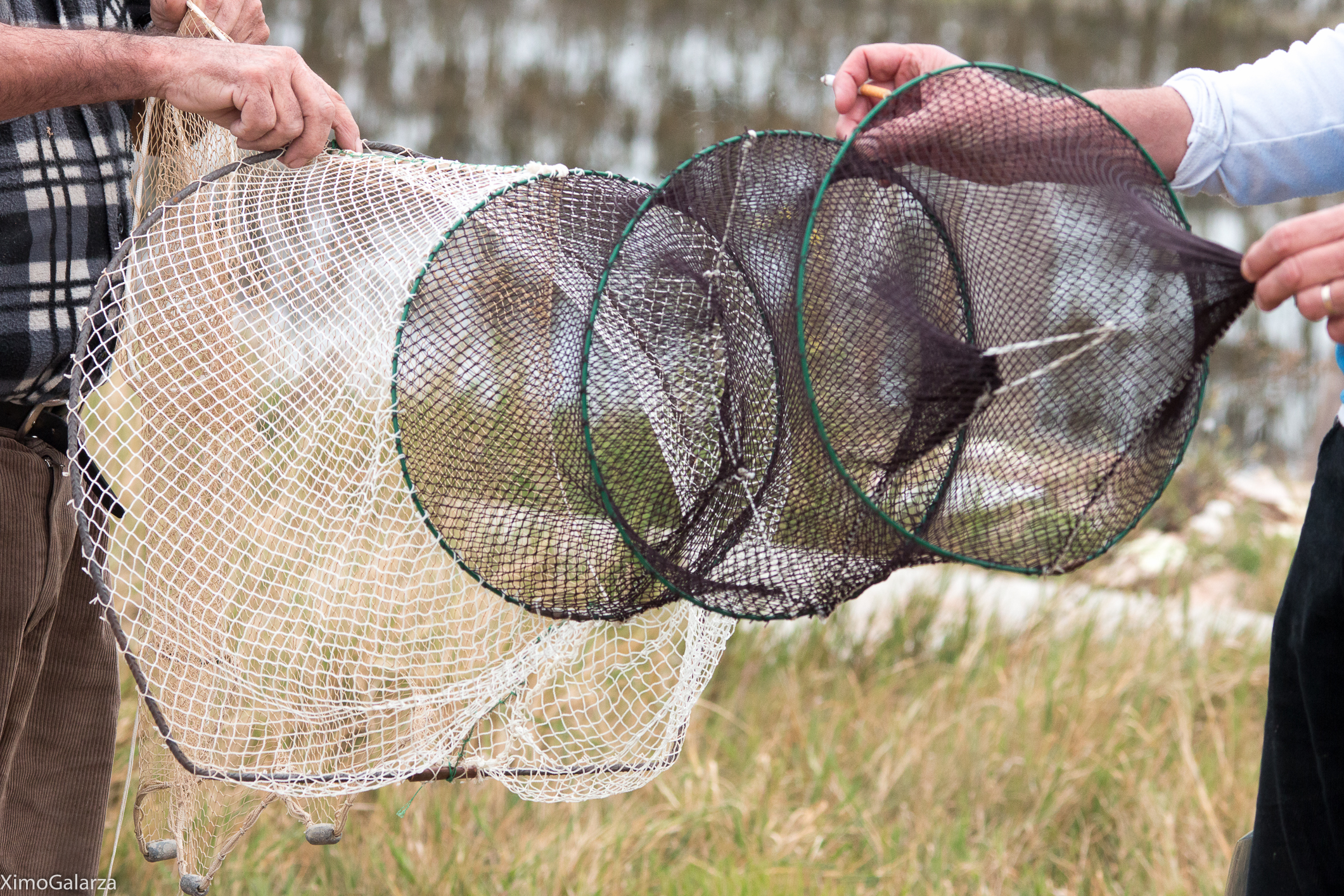

Un mornell és un parany de pesca semblant a la nansa que s'ha utilitzat per a pescar xicotets peixos, com la llisa, i anguiles, durant segles a l'Albufera, aixina com més recentment per a la captura de tortugues amb finalitats proteccionistes.